# Xestia trifida hispanica
Xestia trifida hispanica é uma subespécie de insetos lepidópteros, mais especificamente de traças, pertencente à família Noctuidae.
A autoridade científica da subespécie é Fibiger, tendo sido descrita no ano de 1993.
Trata-se de uma subespécie presente no território português.